# 天寧寺 (常州市)

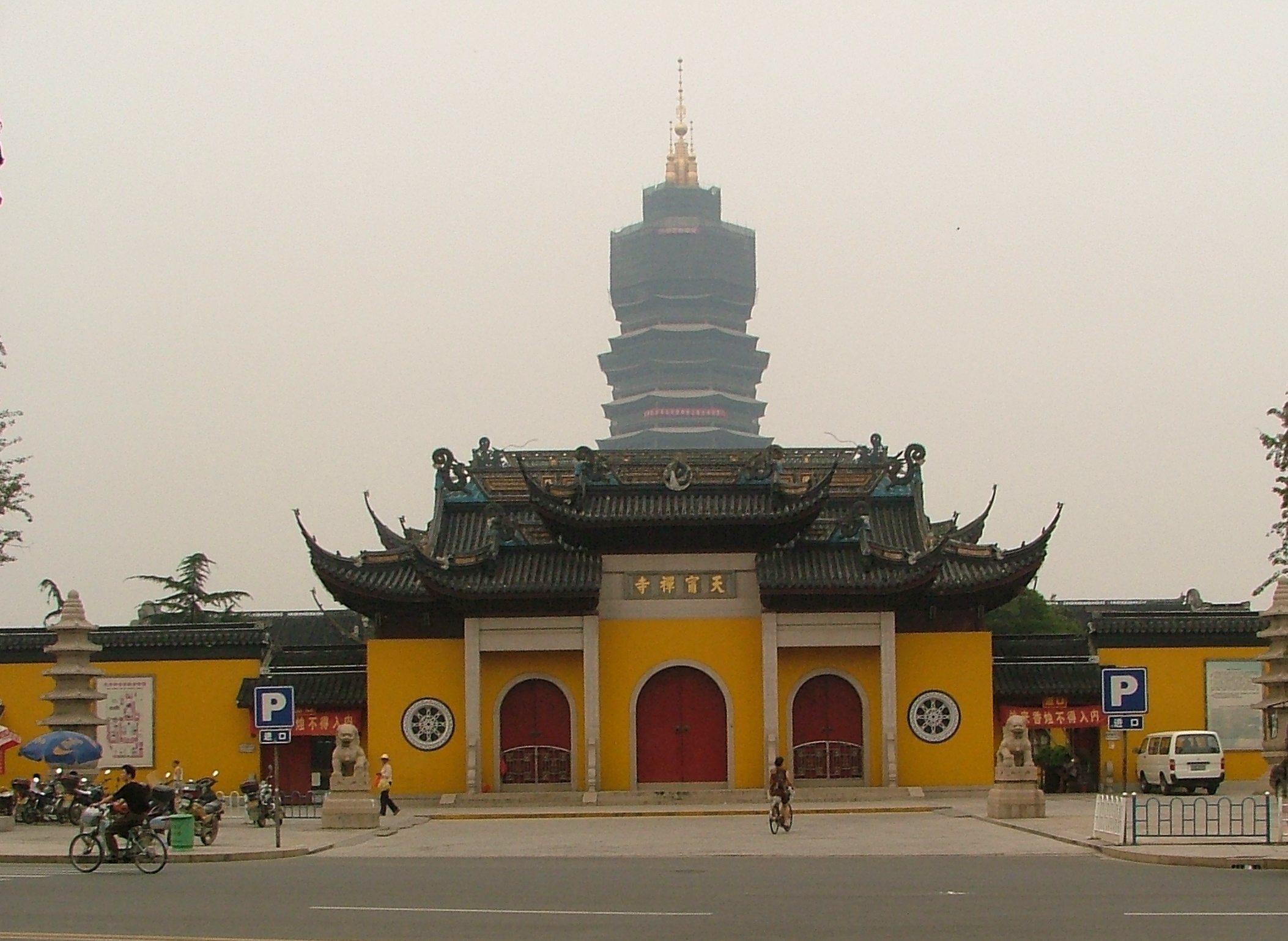
宝塔

天寧寺（てんねいじ）は、中華人民共和国江蘇省常州市天寧区にある仏教寺院。鎮江市の金山寺、揚州市の高旻寺、寧波市の天童寺と並んで中国禅宗四大叢林と併称される。

## 歴史
唐の永徽年間（650年 - 655年）、牛頭法融を開山に創建された。北宋の政和元年（1111年）、天寧寺に正式に改名した。清の乾隆年間（1736年 - 1795年）、乾隆帝から「龍城象教」の額を賜った。
1982年3月、江蘇省人民政府は仏寺を江蘇省文物保護単位に認定した。1983年、中華人民共和国国務院は仏寺を漢族地区仏教全国重点寺院に認定した。2005年、天寧宝塔を増築した。

## 伽藍
山門、天王殿、大雄宝殿、文殊殿、普賢殿、観音殿、地蔵殿、羅漢堂、学戒堂（仏学院）、財神殿、功徳堂、蔵経楼、達摩閣、放生池
天王殿の扁額は当時の中国仏教協会会長の趙樸初の揮毫である。